# فرانکی-پیاسکی
فرانکی-پیاسکی (به لهستانی:  Franki-Piaski) یک روستا در لهستان است که در گمینا کوبلین-بوژمه واقع شده‌است.